# Nasielsk (gmina)
Nasielsk – gmina miejsko-wiejska w Polsce położona w województwie mazowieckim, w powiecie nowodworskim. W latach 1975–1998 gmina administracyjnie należała do województwa ciechanowskiego.
Siedziba gminy to Nasielsk. Odległość do Warszawy wynosi 50 km.
Według danych z 2019 gminę zamieszkiwało 19 965 osób.
Na terenie gminy funkcjonuje lądowisko Chrcynno.

## Struktura powierzchni
Według danych z roku 2013 gmina Nasielsk ma obszar 205,77 km², w tym:
- użytki rolne: 82%
- użytki leśne:11,7%

Gmina stanowi 29,62% powierzchni powiatu.

## Demografia

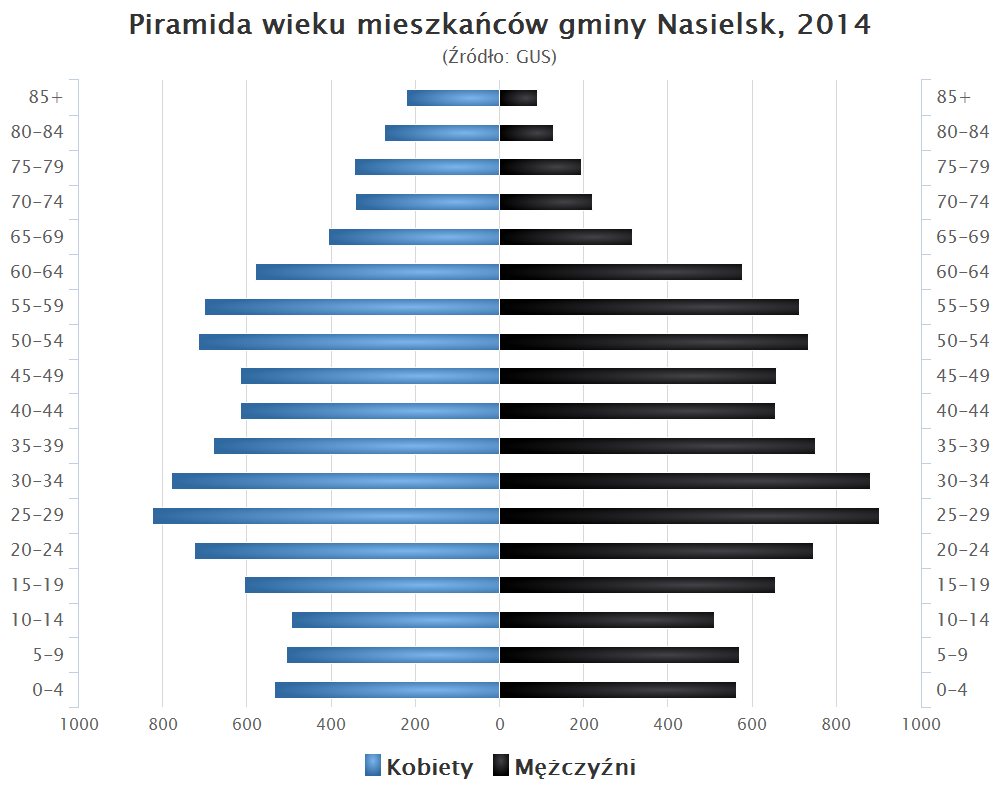
Piramida wieku mieszkańców gminy Nasielsk w 2014 roku

Dane z 31 grudnia 2019:
| Opis                              | Ogółem | Ogółem | Kobiety | Kobiety | Mężczyźni | Mężczyźni |
| --------------------------------- | ------ | ------ | ------- | ------- | --------- | --------- |
| jednostka                         | osób   | %      | osób    | %       | osób      | %         |
| populacja                         | 19 965 | 100    | 9997    | 50,07   | 9968      | 49,93     |
| gęstość zaludnienia (mieszk./km²) | 96,2   | 96,2   | 48,4    | 48,4    | 47,8      | 47,8      |

## Sołectwa
Aleksandrowo, Andzin, Borkowo, Broninek, Budy Siennickie, Cegielnia Psucka, Chechnówka, Chlebiotki, Chrcynno, Cieksyn, Czajki, Dąbrowa, Dębinki, Dobra Wola, Głodowo Wielkie, Jackowo Dworskie, Jackowo Włościańskie, Jaskółowo, Kątne, Kędzierzawice, Konary, Kosewo, Krogule, Krzyczki-Pieniążki, Krzyczki Szumne, Krzyczki-Żabiczki, Lelewo, Lorcin, Lubomin, Lubominek, Malczyn, Mazewo Dworskie (wsie: Mazewo Dworskie „A” i Mazewo Dworskie „B”), Mazewo Włościańskie, Miękoszyn, Miękoszynek, Młodzianowo, Mogowo, Mokrzyce Dworskie, Mokrzyce Włościańskie, Morgi, Nowa Wieś, Nowa Wrona, Nowe Pieścirogi, Nowiny, Nuna, Paulinowo, Pianowo (miejscowości: Pianowo-Bargły i Pianowo-Daczki), Pniewo, Pniewska Górka, Popowo Borowe, Popowo-Północ, Psucin, Ruszkowo, Siennica, Słustowo, Stare Pieścirogi, Studzianki, Toruń Dworski, Toruń Włościański, Wągrodno, Wiktorowo, Winniki, Zaborze, Żabiczyn.

## Sąsiednie gminy
Joniec, Nowe Miasto, Pomiechówek, Serock, Świercze, Winnica, Zakroczym